# RTON Śnieżne Kotły
RTON Śnieżne Kotły (Radiowo-telewizyjny Ośrodek Nadawczy Śnieżne Kotły) – wieża RTV o wysokości 24 metrów zbudowana w 1897 jako Schronisko „Nad Śnieżnymi Kotłami” wykorzystywane wówczas w celach turystycznych. Właścicielem obiektu jest EmiTel.

## Historia
W 1944 roku Luftwaffe zorganizowało w schronisku stację radiolokacyjną, po wojnie przeszła w polskie ręce. W 1960 roku wybudowano na obiekcie stację linii radiowych, co umożliwiło pokaz transmisji z igrzysk olimpijskich w Rzymie. Od 1976 swoje regularne nadawanie zaczęła TVP2. W listopadzie 1979 roku rozpoczęto emisję programów radiowych, a w lipcu 1981 TVP1. 15 lat później skład programów telewizyjnych uzupełnił Polsat. 1 czerwca 2012 roku rozpoczęła się regularna emisja pierwszego, 7 listopada tego samego roku drugiego, a 23 lipca 2013 roku trzeciego multipleksu telewizyjnego DVB-T w ramach naziemnej telewizji cyfrowej.

## Parametry
- Wysokość zawieszenia systemów antenowych: Radio: 20, TV: 22 m n.p.t.[4]

## Transmitowane programy

### Programy telewizyjne – cyfrowe
| Nazwa multipleksu | Częstotliwość | Kanał | Moc nadajnika | Polaryzacja | Kompresja           | Zamierzona charakterystyka promieniowania |
| ----------------- | ------------- | ----- | ------------- | ----------- | ------------------- | ----------------------------------------- |
| MUX 1             | 546 MHz       | 30    | 100 kW        | pozioma     | DVB-T2/H.265 (HEVC) | kierunkowa (D)                            |
| MUX 2             | 682 MHz       | 47    | 100 kW        | pozioma     | DVB-T2/H.265 (HEVC) | kierunkowa (D)                            |
| MUX 3             | 498 MHz       | 24    | 100 kW        | pozioma     | H.264 MPEG-4        | kierunkowa (D)                            |
| MUX 8             | 184,50 MHz    | 6     | 8 kW          | pionowa     | H.264 MPEG-4        | kierunkowa (D)                            |

### Programy radiowe[9][10]
| LP | Program                   | Właściciel                                                              | Częstotliwość | Moc nadajnika | Polaryzacja |
| -- | ------------------------- | ----------------------------------------------------------------------- | ------------- | ------------- | ----------- |
| 1  | Polskie Radio Program I   | Polskie Radio S.A.                                                      | 92,50 MHz     | 10 kW         | pozioma     |
| 2  | Polskie Radio Program III | Polskie Radio S.A.                                                      | 94,00 MHz     | 10 kW         | pozioma     |
| 3  | Polskie Radio Wrocław     | Polskie Radio – Regionalna Rozgłośnia we Wrocławiu "Radio Wrocław" S.A. | 96,70 MHz     | 10 kW         | pozioma     |
| 4  | RMF FM                    | Radio Muzyka Fakty Sp. z o.o.                                           | 100,80 MHz    | 10 kW         | pozioma     |

## Nienadawane analogowe programy telewizyjne
Programy telewizji analogowej zostały wyłączone 23 lipca 2013 r.
| LP | Program | Właściciel                  | Częstotliwość | Kanał | Moc nadajnika | Polaryzacja |
| -- | ------- | --------------------------- | ------------- | ----- | ------------- | ----------- |
| 1  | TVP1    | Telewizja Polska S.A.       | 543,25 MHz    | 30    | 200 kW        | pozioma     |
| 2  | TVP2    | Telewizja Polska S.A.       | 583,25 MHz    | 35    | 200 kW        | pozioma     |
| 3  | Polsat  | Telewizja Polsat Sp. z o.o. | 679,25 MHz    | 47    | 100 kW        | pozioma     |